# Fülöp
Fülöp je vas na Madžarskem, ki upravno spada pod podregijo Hajdúhadházi Županije Hajdú-Bihar.